# Jürgen Untiedt
Jürgen Untiedt (* 1930 in Münster) ist ein deutscher Geophysiker. Er war von 1970 bis 1995 Universitätsprofessor und Direktor des Instituts für Geophysik an der Universität Münster.

## Leben
Untiedt studierte Physik und Mathematik an der Albert-Ludwigs-Universität Freiburg und an der Georg-August-Universität Göttingen, wo er seine Ausbildung 1957 als Diplom-Physiker mit einer Arbeit Über die direkte Registrierung der zeitlichen Variationen des erdmagnetischen Horizontalvektors abschloss.
In Göttingen wurde er 1959 bei Julius Bartels mit der Dissertation Lineare Deflektionen des erdmagnetischen Horizontalvektors nach Göttinger, direkt registrierten Vektogrammen zum Dr. rer. nat. promoviert. Von 1960 bis 1970 forschte er als wissenschaftlicher Assistent und ab 1969 als H3-Professor an der Technischen Universität Braunschweig, wo er sich 1968 mit einer Arbeit über den äquatorialen Elektrojet habilitierte und seine Lehrtätigkeit begann, bevor er als Abteilungsvorsteher und Professor an die Universität Göttingen ging. An der Universität Münster, wo er ab 1970 Ordinarius und Institutsdirektor war, waren seine Hauptarbeitsgebiete die Untersuchung polarer Stromsysteme in der Ionosphäre, paläomagnetische Untersuchungen und die Untersuchung der Erdkruste mit Verfahren der elektromagnetischen Induktion. Jürgen Untiedt war Initiator und Leiter des „Scandinavian Magnetometer Array“ mit bis zu 40 in Nordskandinavien registrierenden Magnetometern.
Von 1968 bis 1986 wirkte Untiedt als Herausgeber der „Zeitschrift für Geophysik“ der Deutschen Geophysikalischen Gesellschaft.
Jürgen Untiedt war über viele Jahre Mitglied der Geokommission und des Senates der Deutschen Forschungsgemeinschaft. 1987 wurde der in Münster-Nienberge wohnende Wissenschaftler Ehrenmitglied der Deutschen Geophysikalischen Gesellschaft.

## Schriften (Auswahl)
- mit R. Volpers und H. Jödicke: Magnetotelluric study of the earth's crust along the deep seismic reflection profile DEKORP 2-N. In: Geologische Rundschau. Band 79, 1990, S. 581–601.
- mit K. H. Glassmeier und M. Hönisch: Ground-based and satellite observations of traveling magnetospheric convection twin vortices. In: J. Geophys. Res. Band 94, 1989, S. 2520–2528. doi:10.1029/JA094iA03p02520
- mit W. Baumjohann: Studies of Polar Current Systems Using the IMS Scandinavian Magnetometer Array. In: Space Sci. Rev. Band 63, 1983, S. 245–390. doi:10.1007/BF00750770.
- Erdmagnetische Stürme. In: Phys. Blätter. Band 39, 1983, S. 111–116.
- mit F. Küppers, W. Baumjohann, K. Lange und A. G. Jones: A two-dimensional magnetometer array for ground-based observations of auroral zone electric currents during the international magnetospheric study IMS. In: J. Geophys. – Zeit. f. Geophys. Band 46, 1979, S. 429–450.
- Das Magnetfeld der Erde. In: Physik in unserer Zeit. Band 4, 1973, S. 145–155.
- Conductivity Anomalies in Central and Southern Europe. In: J. Geomag. Geoelectr. Band 22, 1970, S. 131–149.
- A model of the equatorial electrojet involving meridional currents. In: J. Geophys. Res. Band 72, 1967, S. 5799–5810. doi:10.1029/JZ072i023p05799.